# Krishna Mohan Seth

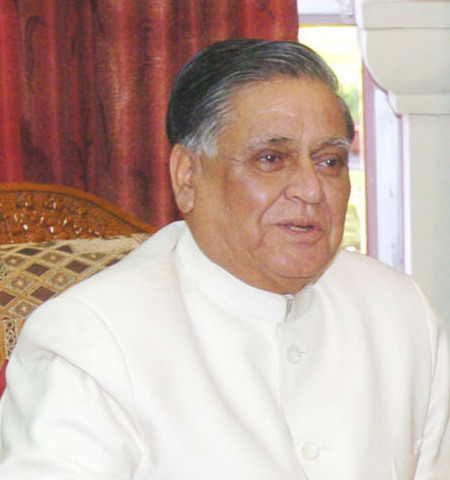
Krishna Mohan Seth, 2005

Krishna Mohan Seth (* 19. Dezember 1939 in Allahabad) ist ein indischer Militär und Politiker.

## Leben
Er war vom 23. Juni 2000 bis zum 31. Mai 2003 Gouverneur von Tripura. Vom 2. Juni 2003 bis zum 24. Januar 2007 war er Gouverneur von Chhattisgarh. Vom 2. Mai 2004 bis zum 29. Juni 2004 war er Gouverneur von Madhya Pradesh.